# Armando Valdés Peza
Armando Valdés Peza (Ciudad de México, 1907 - íbid 1970) fue un diseñador, actor y columnista mexicano conocido por su trabajo en cine como diseñador de vestuario y modisto de varias actrices de la Época de Oro, especialmente de María Félix.

## Biografía
Gran parte de su vida se conoce gracias a la amistad que tuvo con Salvador Novo quien lo menciona varias veces en sus crónicas de La vida en México, donde fue registrando algunos sucesos de la historia del diseñador.
Fue hijo del violinista Pedro Valdés Fraga y María Peza Echegaray quien a su vez era hija del poeta Juan de Dios Peza y comenzó su carrera como diseñador en 1942, coincidiendo con el debut de María Félix de quien luego sería amigo íntimo después de que lo llevara consigo en su gira por Europa para tener siempre disponibles sus creaciones.
Vistió también a otras celebridades como Dolores del Río, Kitty de Hoyos, Ana Luisa Peluffo, Miroslava, entre otras; asimismo también escribía en la sección "Crónicas de México" del periódico El Universal en la que narraba y entregaba reseñas de los eventos sociales de las clases altas de México desde su perspectiva como socialite. Al morir, la sección le fue heredada al también escritor Luis G. Basurto.
A principios de los 1950s, Valdés Peza se asoció con la actriz Rita Macedo para abrir una casa de modas en la Colonia Juárez de la Ciudad de México. La Casa Valdés Peza vistió a distinguidas personalidades del espectáculo y la sociedad mexicana.
Falleció en su residencia en la Ciudad de México el 1 de julio de 1970.

## Opiniones sobre la moda mexicana
En 1940 fue convocado junto con Ramón Valdiosera y Henri de Châtillon para participar en el programa de radio Lunas Verdes e intercambiar opiniones sobre el futuro de la moda mexicana y si era posible que esta existiera, en el debate él se negó rotundamente. Años después, en 1949 cuando la revista Nosotros retomó el tema, Valdés Peza afirmó:
"... no hay ni finura, no tenemos una cultura elegante y refinada que se preste como la griega, somos un pueblo todavía poco maduro en cuanto a moda."
De acuerdo al investigador Gustavo Prado esto es cuanto menos paradójico pues él capturó la identidad mexicana a través del vestuario de las películas de El Indio Fernández, siendo esta la respuesta desde la moda al muralismo y a la novela revolucionaria demostrando que sí existía y sí podía existir una moda nacional.

## Filmografía
Fue diseñador de vestuario de 97 películas.
- 1970 Alguien nos quiere matar
- 1970 Matrimonio y sexo
- 1969 La casa de las muchachas
- 1965 Amor de adolescente
- 1964 He matado a un hombre
- 1963 La bandida
- 1962 Atrás de las nubes (como Armando Valdez Peza)
- 1962 Pilotos de la muerte
- 1962 El pecado de una madre
- 1960 Amor en la sombra
- 1960 Bala perdida
- 1960 La sombra del caudillo
- 1960 Mi madre es culpable
- 1959 Dos fantasmas y una muchacha
- 1959 La fiebre sube a El Pao (sin crédito)
- 1959 El derecho a la vida (en esta película él participa como personaje, es "el diseñador")
- 1959 Nacida para amar
- 1959 El zarco
- 1959 Mi esposa me comprende
- 1959 Café Colón
- 1958 Carabina 30-30
- 1958 Miércoles de ceniza
- 1958 ¿Adónde van nuestros hijos?
- 1958 Concurso de belleza
- 1958 La torre de marfil
- 1958 Desnúdate, Lucrecia
- 1957 Asesinos, S.A.
- 1957 El ídolo viviente
- 1957 Feliz año, amor mío
- 1956 La adúltera
- 1956 Primavera en el corazón
- 1955 La mujer ajena
- 1955 El caso de la mujer asesinadita
- 1955 Más fuerte que el amor
- 1954 El joven Juárez
- 1954 Abismos de pasión (como Valdés Peza)
- 1954 Llévame en tus brazos (como Valdez Peza)
- 1954 Camelia'
- 1954 La perversa
- 1953 Las infieles
- 1953 ¡Lo que no se puede perdonar!
- 1953 Fruto de tentación
- 1953 Aventura en Río (como Valdez Peza)
- 1953 Fruto de tentación
- 1953 Las tres perfectas casadas
- 1953 La cobarde
- 1953 Quiero vivir (como Armando Valdez Peza)
- 1952 Rumba caliente
- 1952 Las interesadas
- 1952 La mujer que tú quieres
- 1952 Mujeres sacrificadas
- 1952 Por qué peca la mujer (como Valdez Peza)
- 1952 Dos caras tiene el destino (como Armando Valdéz Peza)
- 1951 Doña Perfecta
- 1951 Nunca debieron amarse
- 1951 Mujeres sin mañana
- 1951 Islas Marías
- 1951 La muerte enamorada
- 1951 Deseada
- 1950 Un día de vida
- 1950 Curvas peligrosas
- 1950 La casa chica
- 1950 Doña Diabla (como Armando Valdéz Peza)
- 1950 Lluvia roja (como A.Valdez Peza)
- 1950 La dama torera (como A. Valdés Peza)
- 1950 La posesión (como Armando Valdéz Peza)
- 1949 Una mujer cualquiera
- 1948 Los viejos somos así
- 1948 Ojos de juventud
- 1948 Alba de sangre (codiseñador de vestuario)
- 1948 Revancha (como Armando Valdez Peza)
- 1948 Algo flota sobre el agua
- 1948 Cortesana
- 1948 Que Dios me perdone
- 1948 La bien pagada
- 1948 Río Escondido (como A. Valdez Peza)
- 1947 Marco Antonio y Cleopatra (como Armando Valdez Peza)
- 1947 Belami, la historia de un canalla
- 1946 Enamorada
- 1946 La mujer de todos
- 1946 El sexo fuerte
- 1946 Sinfonía de una vida
- 1946 Vértigo
- 1946 Cantaclaro
- 1946 La reina de la opereta
- 1946 Rosa del Caribe'
- 1945 El monje blanco
- 1945 Entre hermanos
- 1945 La mujer que engañamos
- 1944 El gran Makakikus
- 1944 La hija del regimiento
- 1944 La monja alférez
- 1944 Las dos huérfanas
- 1944 El rosario
- 1944 Diario de una mujer (como A. Valdéz Peza)
- 1944 La corte de faraón (como A. Valdés Peza)
- 1944 El sombrero de tres picos
- 1944 Hotel de verano
- 1944 México de mis recuerdos (como Armando Valdéz Peza)
- 1944 María Candelaria (Xochimilco)
- 1943 El globo de Cantolla
- 1943 El rebelde (Romance de antaño) (como Armando Valdéz Peza)
- 1943 Adiós juventud (como Armando Valdez Peza)
- 1943 Una carta de amor
- 1943 Konga Roja
- 1943 Internado para señoritas
- 1943 No matarás
- 1943 Resurrección
- 1943 Flor silvestre (como Armando Valdez Peza)
- 1942 El peñón de las Ánimas
- 1942 Yo bailé con don Porfirio[7]